# Omalodes depressisternus
Omalodes depressisternus är en skalbaggsart som beskrevs av Sylvain Auguste de Marseul 1853. Omalodes depressisternus ingår i släktet Omalodes och familjen stumpbaggar. Inga underarter finns listade i Catalogue of Life.